# 三代目 J SOUL BROTHERS LIVE TOUR 2023 "STARS" 〜Land of Promise〜
『三代目 J SOUL BROTHERS LIVE TOUR 2023 "STARS" 〜Land of Promise〜』（さんだいめ ジェイ ソウル ブラザーズ ライブ ツアー にせんにじゅうさん スターズ ランド・オブ・プロミス）は、三代目 J SOUL BROTHERS from EXILE TRIBEの通算7作目のライブビデオである。2023年9月25日にrhythm zoneから発売された。

## 概要
- 2023年2月18日から9月24日にわたり、全国15会場32公演で開催した、自身9年ぶり3度目の単独アリーナ・ツアー『三代目 J SOUL BROTHERS LIVE TOUR 2023 "STARS" 〜Land of Promise〜』から、5月の“さいたまスーパーアリーナ”公演の模様を収録。また、8月の“さいたまスーパーアリーナ”公演で披露された、「J.S.B. LOVE」「STORM RIDERS feat.SLASH」「Go my way」「花火」に加えて、最新曲「Hand in Hand」をBonus Trackとして収録。
- DVD、Blu-ray Discがあり、一般流通盤2形態、オフィシャルSHOP限定MATE盤4形態の計6形態での発売。MATE盤には、"スマプラムービー"『Bar STARS』の全公演(15会場/32公演)トークコーナーを収録。フォトブックは一般流通盤は20P、MATE盤は50Pの違いがある。
- 発売日は9月25日だったが、商品物流の都合により、9月21日より順次販売開始された。
- ライブ音源アルバムが10月6日に配信リリースされた[3]。

## チャート成績
- 2023年10月2日付の「オリコン週間ミュージックDVD・BDランキング」で、6作連続・通算6作目となる1位を獲得した[4]。

## 収録内容

### DISC
1. この宇宙の片隅で
2. STARS
3. VII CROWNS
4. Lose Control
5. SO RIGHT
6. S.A.K.U.R.A.
7. Yes we are
8. Movin’ on
9. 100SEASONS
10. 君となら
11. 線香花火
12. Honey
13. Feel So Alive
14. TONIGHT（XXX Remix）
15. Eeny, meeny, miny, moe!
16. HAPPY
17. 最後のサクラ
18. 空に住む〜Living in your sky〜
19. REPLAY
20. Rat-tat-tat
21. Share The Love
22. Kiss You Tonight
23. Feel The Soul
24. Summer Madness feat. Afrojack
25. SCARLET feat. Afrojack
26. O.R.I.O.N.
27. R.Y.U.S.E.I.
28. 花歌 〜Flowers for you〜
29. STARS

＜Bonus Track＞
1. J.S.B. LOVE
2. STORM RIDERS feat.SLASH
3. Go my way
4. 花火
5. Hand in Hand

### スマプラムービー
- 『Bar STARS』の全公演(15会場/32公演)トークコーナー
  - オフィシャルSHOP限定MATE盤4形態に収録。未収録分は10月末までに更新予定。